# Parkermavella virago
Parkermavella virago är en mossdjursart som först beskrevs av Gordon 1989.  Parkermavella virago ingår i släktet Parkermavella och familjen Bitectiporidae. Inga underarter finns listade i Catalogue of Life.